# Benakanavari, Hungund
Benakanavari là một làng thuộc tehsil Hungund, huyện Bagalkot, bang Karnataka, Ấn Độ.